# Liste der Biografien/Roi
Liste der Biografien |
Portal Biografien |
Personensuche
# |
A |
B |
C |
D |
E |
F |
G |
H |
I |
J |
K |
L |
M |
N |
O |
P |
Q |
R |
S |
T |
U |
V |
W |
X |
Y |
Z |
?
 
Ra |
Rb |
Rd |
Re |
Rh |
Ri |
Rj |
Rk |
Rl |
Rm |
Rn |
Ro |
Rr |
Rs |
Rt |
Ru |
Rv |
Rw |
Rx |
Ry |
Rz
 
Roa |
Rob |
Roc |
Rod |
Roe |
Rof |
Rog |
Roh |
Roi |
Roj |
Rok |
Rol |
Rom |
Ron |
Roo |
Rop |
Roq |
Ror |
Ros |
Rot |
Rou |
Rov |
Row |
Rox |
Roy |
Roz 
Die Liste der Biografien führt alle Personen auf, die in der deutschsprachigen Wikipedia einen Artikel haben. Dieses ist eine Teilliste mit 96 Einträgen von Personen, deren Namen mit den Buchstaben „Roi“ beginnt.

## Roi
- Roi Mata, Häuptling auf der Insel Efate, heute Vanuatu
- Roi, Daniel (* 1987), deutscher Politiker (AfD), MdL
- Roi, Hugo du (1839–1911), deutscher Unternehmer
- Roi, Isidre († 1720), spanischer Komponist, Harfenist, Chorleiter und Leiter der Escolania de Montserrat
- Roi, Sonji (1946–2005), US-amerikanisches Fotomodell; Ehepartner von Muhammad Ali

### Roib
- Roiban, Cristian (* 2000), rumänischer Sprinter

### Roic
- Roick, Joachim (* 1923), deutscher LDPD-Funktionär
- Roick, Oskar (1870–1926), deutscher Heraldiker, Wappenmaler, Illustrator und Lithograf
- Roick, Waltraud (* 1948), deutsche Ruderin

### Roid
- Roider Jackl (1906–1975), bayerischer Volkssänger
- Roider, Cornelia (* 1994), österreichische Skispringerin
- Roider, Johann Peter (1776–1820), deutscher katholischer Theologe
- Roider, Maximilian (1877–1947), deutscher Bildhauer, Steinmetz und Porträtist
- Roider, Renate (* 1971), österreichische Skilangläuferin
- Roiderer, Anton (* 1944), deutscher Gastwirt und UnternehmerAnton Roiderer (* 1944)

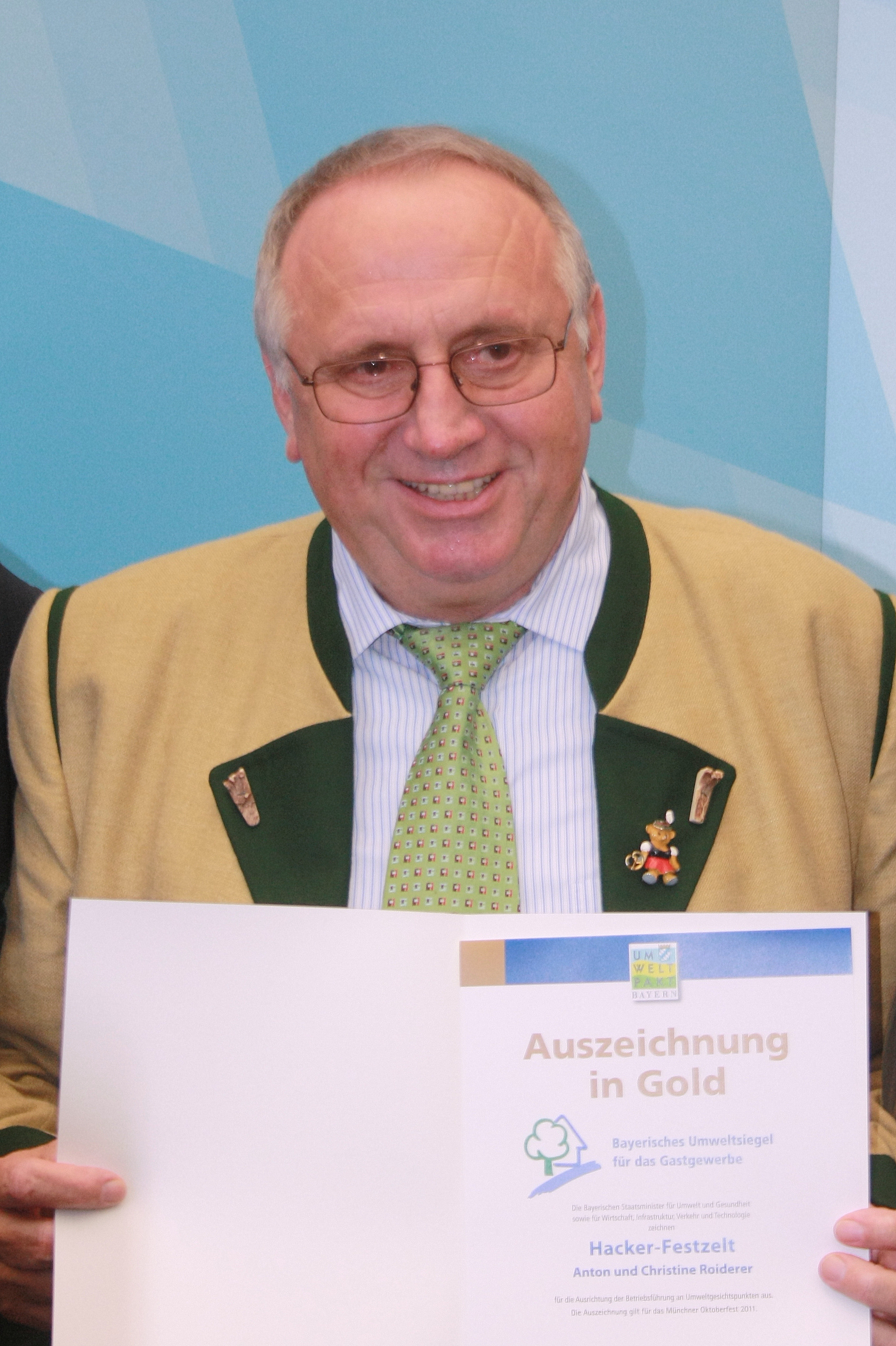
Anton Roiderer (* 1944)

- Roidinger, Adelhard (1941–2022), österreichischer Jazzmusiker und Komponist
- Roidis, Emmanouil (1836–1904), griechischer Schriftsteller
- Roidkin, Renier (1684–1741), wallonischer Maler
- Roidl, Martin (* 1899), deutscher Landrat, Richter am Verwaltungsgericht München

### Roig
- Roig i Diggle, Joan (1917–1936), spanischer römisch-katholischer Laie, Mitglied einer katholischen Jugendorganisation und Märtyrer
- Roig y Villalba, Vicente (1904–1977), spanischer römisch-katholischer Ordensgeistlicher, Bischof von Valledupar
- Roig, Antonio (* 1975), spanischer Eishockeyspieler
- Roig, Bernardí (* 1965), spanischer Bildhauer und Multimedia-Künstler
- Roig, Cristian (* 1977), andorranischer Fußballspieler
- Roig, Emilia (* 1983), französische PolitologinEmilia Roig (* 1983)

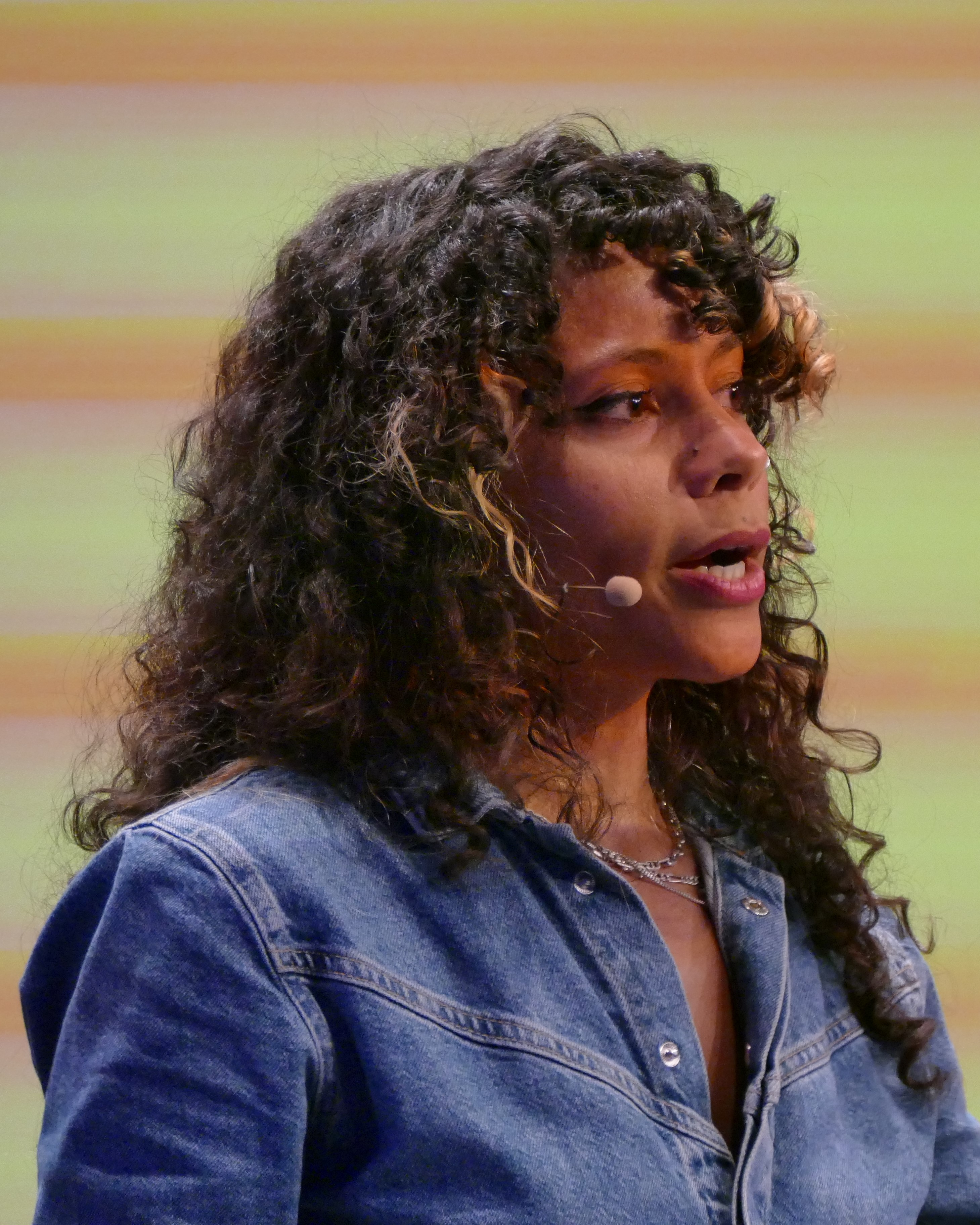
Emilia Roig (* 1983)

- Roig, Francisco (* 1968), spanischer Tennisspieler
- Roig, Gonzalo (1890–1970), kubanischer Komponist
- Roig, Jaume († 1478), katalanischer Arzt und Autor
- Roig, Joan der Ältere († 1697), katalanischer Bildhauer
- Roig, Joan der Jüngere (1656–1706), katalanischer Bildhauer
- Roig, Juan (* 1949), spanischer Unternehmer und Präsident der Supermarktkette Mercadona
- Roig, Montserrat (1946–1991), katalanische Schriftstellerin
- Roig, Pedro (1938–2018), spanischer Hockeyspieler
- Roiger, Ludwig (1901–1961), deutscher Politiker (SPD), MdL Bayern
- Roigk, Horst (1931–2000), deutscher Offizier des Ministeriums für Staatssicherheit der DDR

### Roih
- Roihau, Teremoana (* 1982), französisch-polynesischer Fußballschiedsrichter

### Roij
- Roijakkers, Johan (* 1980), niederländischer Basketballtrainer
- Roijakkers, Thomas (* 1978), niederländischer Basketballtrainer
- Roijen, Bartolomeus van (* 1965), kanadischer Geistlicher und römisch-katholischer Bischof von Corner Brook und Labrador
- Roijen, Herman van (1905–1991), niederländischer Politiker und Diplomat

### Roik
- Roik, Karlheinz (1924–2009), deutscher Bauingenieur

### Roil
- Roil, Wilm (* 1942), deutscher Schauspieler
- Roiland, Justin (* 1980), US-amerikanischer Synchronsprecher, Drehbuchautor und FernsehproduzentJustin Roiland (* 1980)

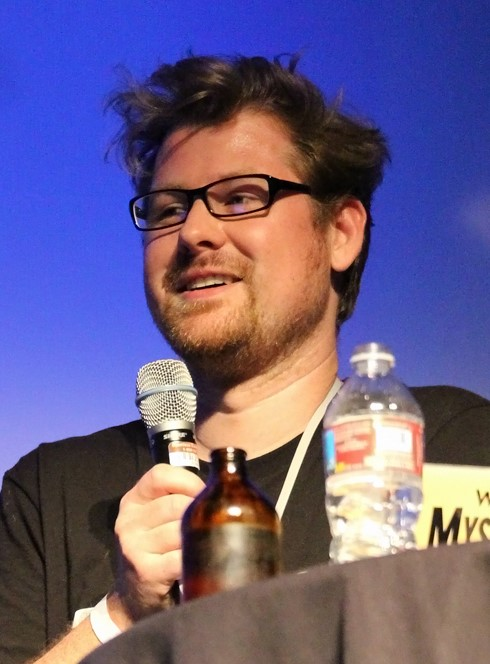
Justin Roiland (* 1980)

- Roilo, Christine (* 1959), italienische Archivarin (Südtirol)
- Roilo, Franz (1907–1977), österreichischer Bildhauer
- Roilos, Georgios (1867–1928), griechischer Maler
- Roilos, Panagiotis (* 1969), griechischer Neogräzist

### Roin
- Roiné, Bertrand (* 1981), katarischer und ehemaliger französischer Handballspieler
- Røine, Eva (* 1928), norwegische Psychologin und Autorin sowie ehemalige Schönheitskönigin
- Roiner, Franz (1932–2022), deutscher Erfinder und Milchwissenschaftler
- Roininen, Leo (1928–2002), kanadischer Speerwerfer und Kugelstoßer
- Roininen, Paavo (1935–2022), finnischer Boxer
- Roinville, Poisson De (1696–1753), französischer Schauspieler

### Roip
- Roiphe, Anne (* 1935), US-amerikanische Schriftstellerin
- Roiphe, Katie (* 1968), US-amerikanische Autorin

### Roir
- Roirant, Jean-Marc (* 1952), französischer Politiker und Funktionär

### Rois
- Rois Alonso, Luis Ignacio (* 1963), spanischer Geistlicher, Generaloberer der Oblaten der Makellosen Jungfrau Maria
- Rois, Sophie (* 1961), österreichische Schauspielerin und SängerinSophie Rois (* 1961)

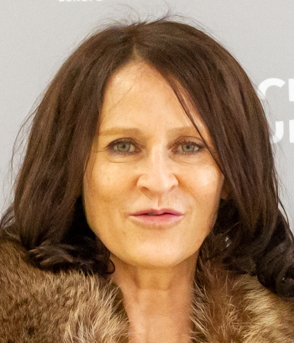
Sophie Rois (* 1961)

- Roisch, Sabine (* 1958), deutsche Politikerin (GRÜNE), MdL
- Røise, Jan Gunnar (* 1975), norwegischer Schauspieler
- Røiseland, Sverre Olsbu (* 1990), norwegischer Biathlontrainer
- Roisenmann, Boris Anissimowitsch (1878–1938), sowjetischer Partei- und Staatsfunktionär
- Røisland, Mons (* 1997), norwegischer Snowboarder
- Roisman, Jewgeni Wadimowitsch (* 1962), russischer Politiker und Bürgermeister von Jekaterinburg
- Roiss, Gerhard (* 1952), österreichischer Manager
- Roiß, Gerhard (* 1963), österreichischer Schauspieler
- Roiss, Heinrich (1927–1959), österreichischer Bergsteiger
- Roiss, Stephan (* 1983), österreichischer Autor
- Röist, Marx (1454–1524), Zürcher Bürgermeister und der zweite Kommandant der Päpstlichen Schweizergarde
- Roisz, Billy (* 1967), österreichische Video- und Performancekünstlerin

### Roit
- Roiter, Christine (* 1964), österreichische Schriftstellerin
- Roiter, Fulvio (1926–2016), italienischer Fotograf
- Roiter, Mário da Graça (* 1942), brasilianischer Diplomat
- Roitfeld, Carine (* 1954), französische RedakteurinCarine Roitfeld (* 1954)

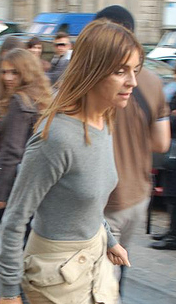
Carine Roitfeld (* 1954)

- Roith, Bernd (* 1959), deutscher Dartspieler
- Roith, Christian (1905–1969), deutscher Politiker (SPD), MdL Bayern
- Roithmayr, Friedrich (* 1946), österreichischer Wirtschaftsinformatiker und Vizerektor der Universität Linz
- Roithner, Berthold (1897–1967), österreichischer Bauarbeiter und Politiker (SPÖ), Abgeordneter zum Nationalrat
- Roithner, Thomas (* 1971), österreichischer Sozial- und Wirtschaftswissenschaftler
- Roithová, Zuzana (* 1953), tschechische Politikerin, MdEP
- Roitinger, Franz (1906–1968), österreichischer Sprachwissenschaftler
- Roitinger, Johann (1846–1924), österreichischer Politiker (CSP), Abgeordneter zum Nationalrat
- Roitman, Judith (* 1945), US-amerikanische Mathematikerin
- Roitman, Sergio (* 1979), argentinischer Tennisspieler
- Roitmayer, Stefan, deutscher Unternehmer und ehemaliger Automobilrennfahrer
- Roitner, Lothar (* 1956), österreichischer Verbandsmanager
- Roitt, Ivan (* 1927), britischer Mediziner
- Roitzsch, Ingrid (1940–2011), deutsche Politikerin (CDU)
- Roitzsch, Kurt (* 1882), deutscher Ministerialbeamter
- Roitzsch, Paul (1888–1979), deutscher Lehrer, Archivar und Heimatforscher

### Roiv
- Rõivas, Luisa (* 1987), estnische Sängerin
- Rõivas, Taavi (* 1979), estnischer Politiker, Mitglied des Riigikogu, Ministerpräsident

### Roiz
- Roiz, Michael (* 1983), israelischer Schachgroßmeister
- Roiz, Sasha (* 1973), kanadischer SchauspielerSasha Roiz (* 1973)

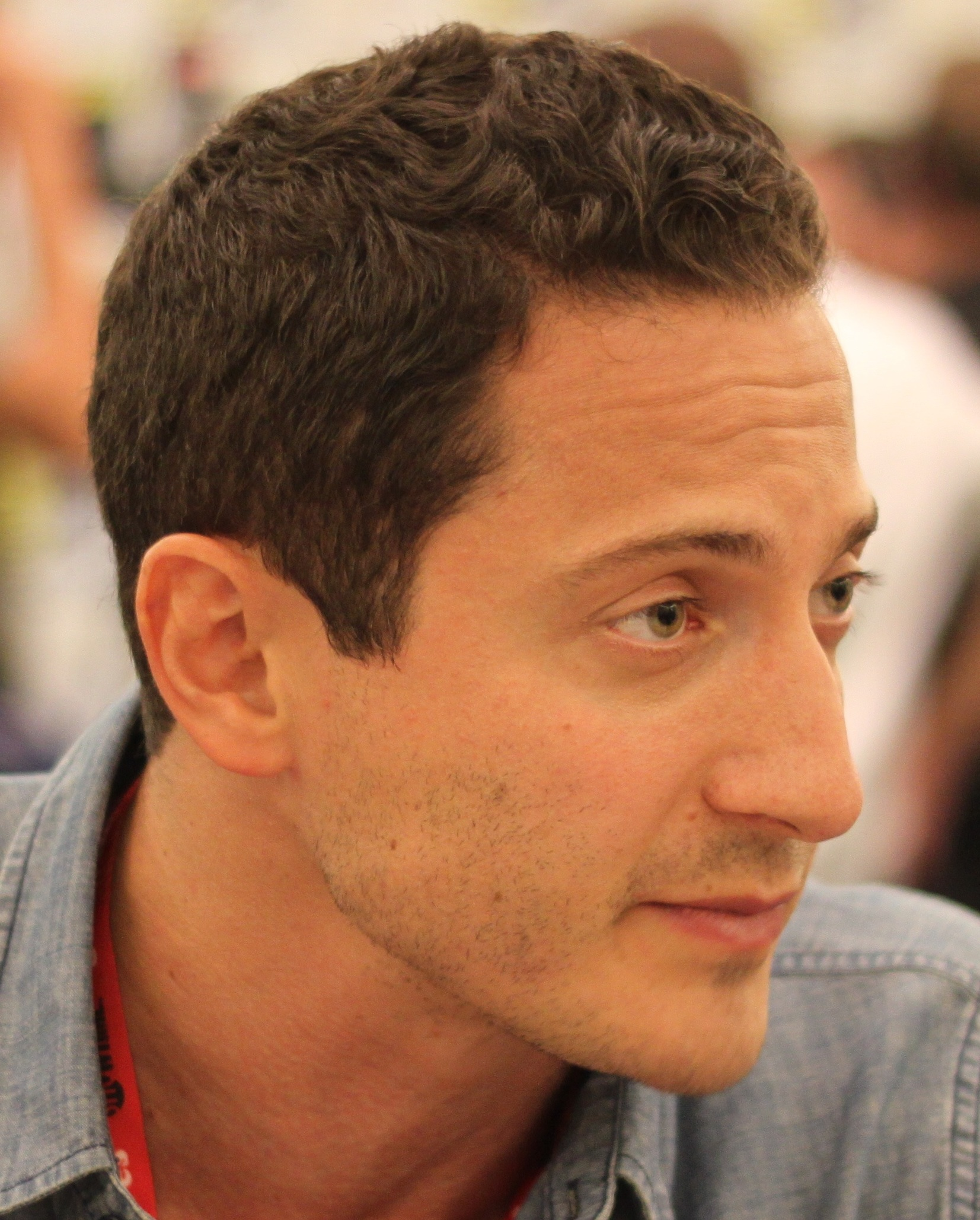
Sasha Roiz (* 1973)

- Roizman, Morrie (1912–1985), russisch-amerikanischer Filmeditor und Dokumentarfilmer
- Roizman, Owen (1936–2023), US-amerikanischer Kameramann